# Lafayette Blues
Lafayette Blues är det amerikanska alternativrockbandet The White Stripes andra singel, som släpptes av det lilla Detroit-baserade skivbolaget Italy Records. Singeln består, förutom titelspåret, av låten Sugar Never Tasted So Good, som även figurarar på bandets självbetitlade debutalbum The White Stripes. Singeln gavs ut i 1 000 exemplar i vit vinyl i oktober 1998. Bland dessa fanns 100 exemplar av en specialutgåva i röd och vit virvelformad vinyl med handmålade fodral av antingen Italy Records ägare Dave Buick eller Jack White. 2001 släpptes en ny upplaga med 1 000 skivor, nu i svart vinyl. Originalutgåvorna har blivit eftertraktade samlarobjekt för bandets fans. 
Texten till Lafayette Blues består av en lista av franska gatunamn i bandets hemstad, Detroit. Vid liveframträdanden arrangeras olika varianter av gatunamnen.

## Låtlista
1. Lafayette Blues - 2.10
2. Sugar Never Tasted So Good - 2.56